# کهکشان نامنظم

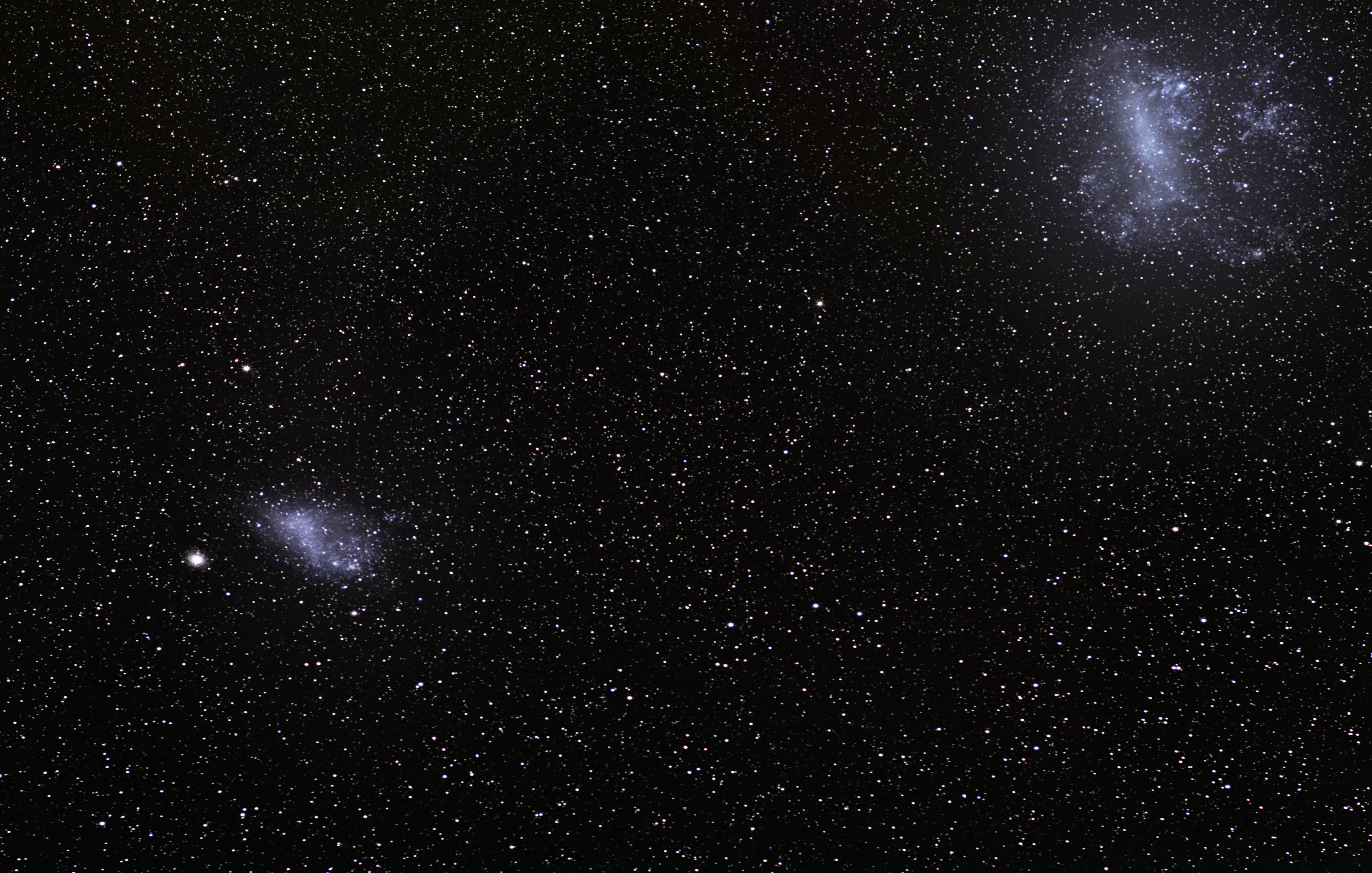

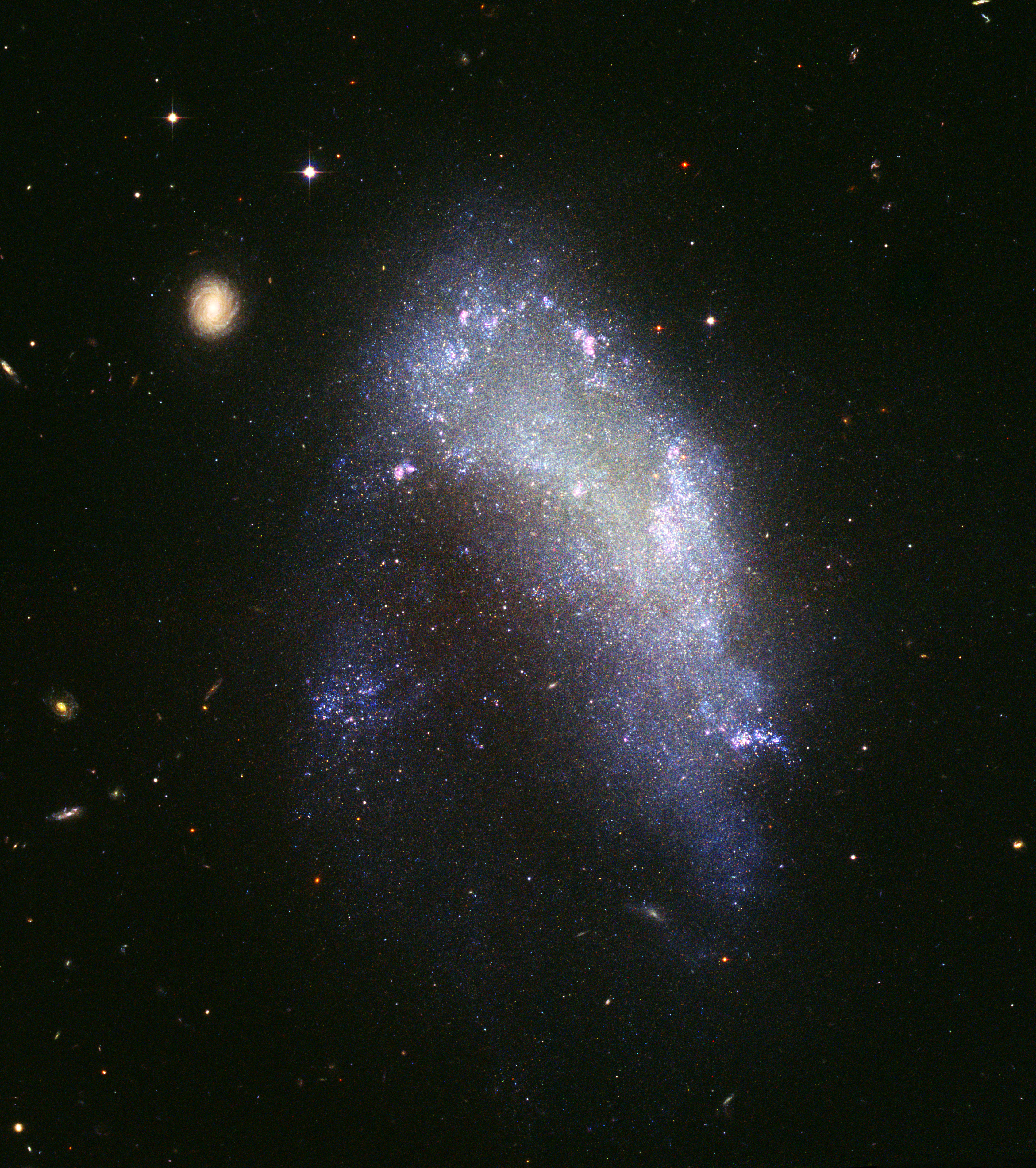
ان‌جی‌سی ۱۴۲۷ای یک مثال از کهکشان نامنظم در فاصله ۵۲ میلیون سال نوری

یک کهکشان نامنظم کهکشانی است که برخلاف کهکشان مارپیچی یا کهکشان بیضوی ساختار مشخصی نداشته‌باشد. ساختار کهکشان نامنظم نامعمول است. 

## ویژگی کهکشان های نامنظم
کهکشان های نامنظم دارای یک ترکیب ستاره ای جوان، گاز و غبار هستند که بسیار شبیه کهکشان مارپیچی است، بیشترین نور آنها از ستاره های جوان و درخشان و ابرهای نورانی گسیل می شود.
کهکشان های بی نظم همانند کهکشان های مارپیچی می چرخند، ولی بازو در آنها شکل نمی گیرد، البته چیزی جزئی در برخی از آنها دیده می شود و از این رو گمان می رود که ارتباط نزدیکی بین آنها و کهکشان های Sc (تقسیم بندی ادوین هابل از کهکشان مارپیچی) وجود دارد.

## نگارخانه

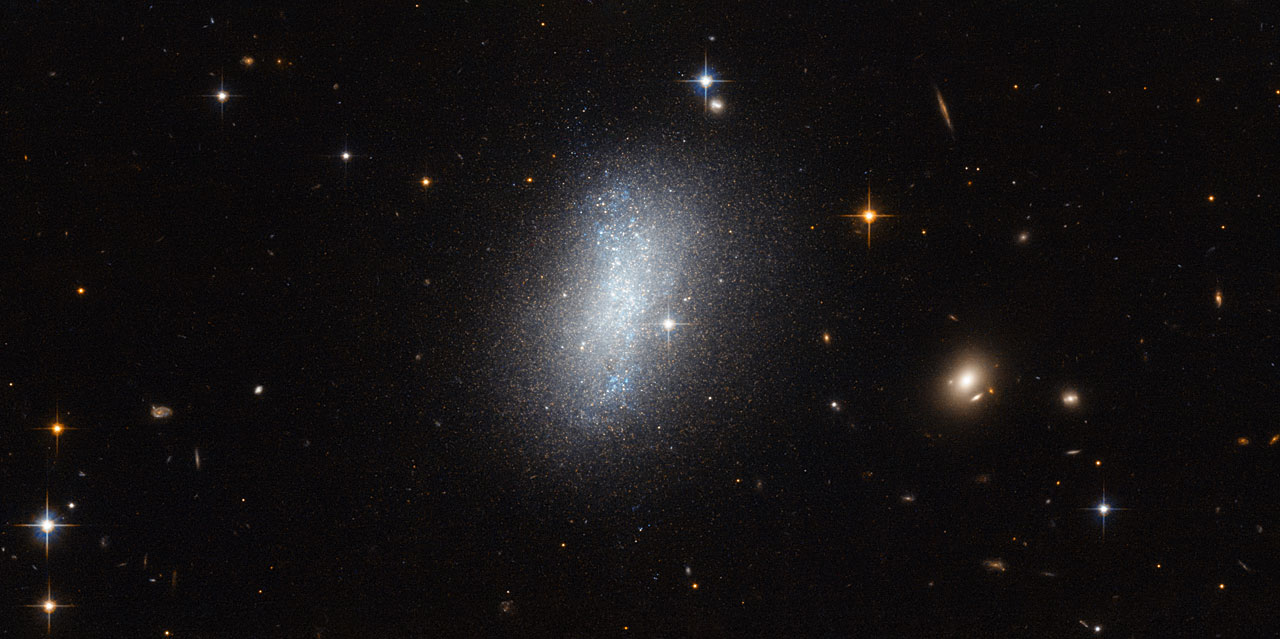
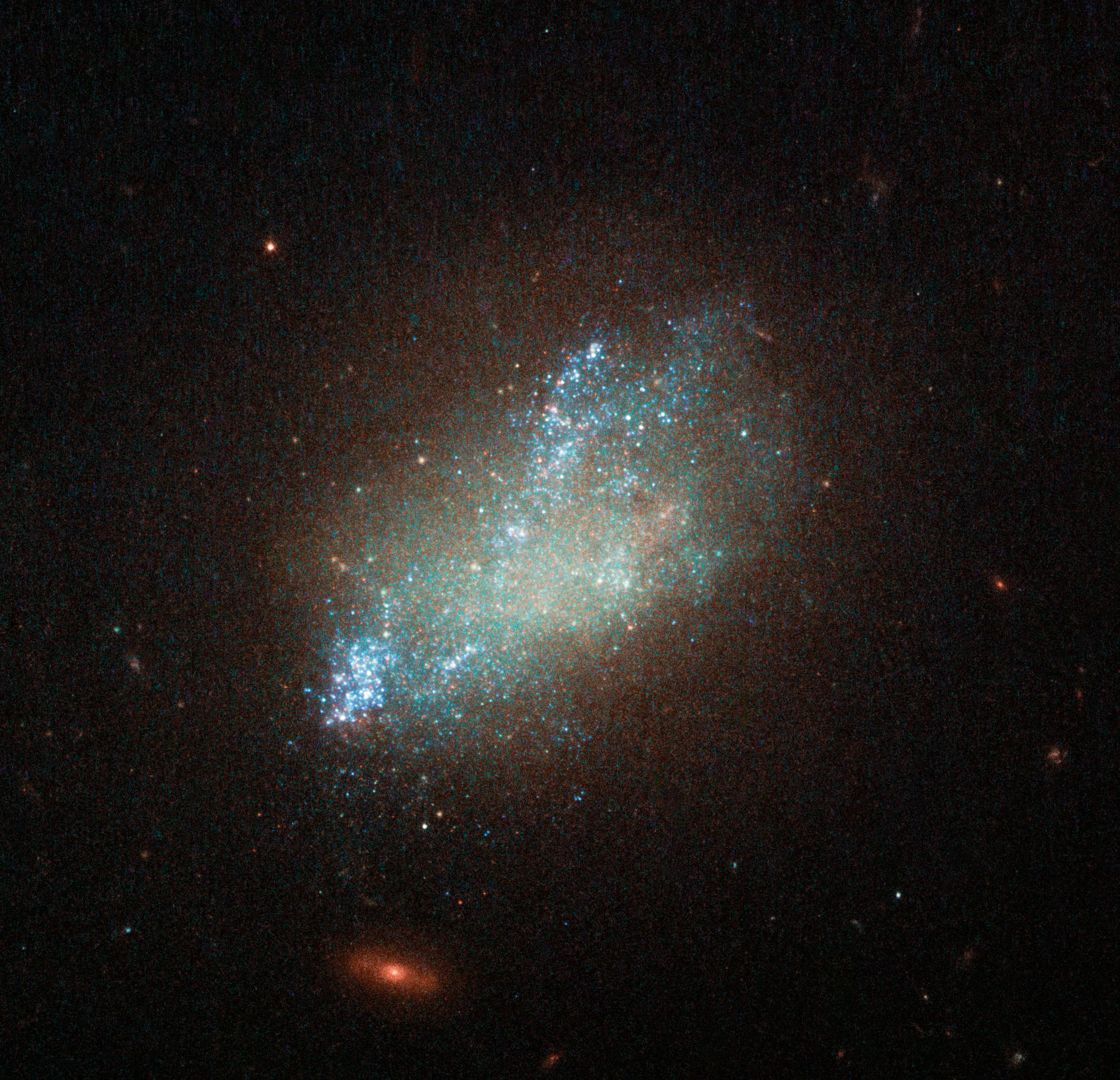
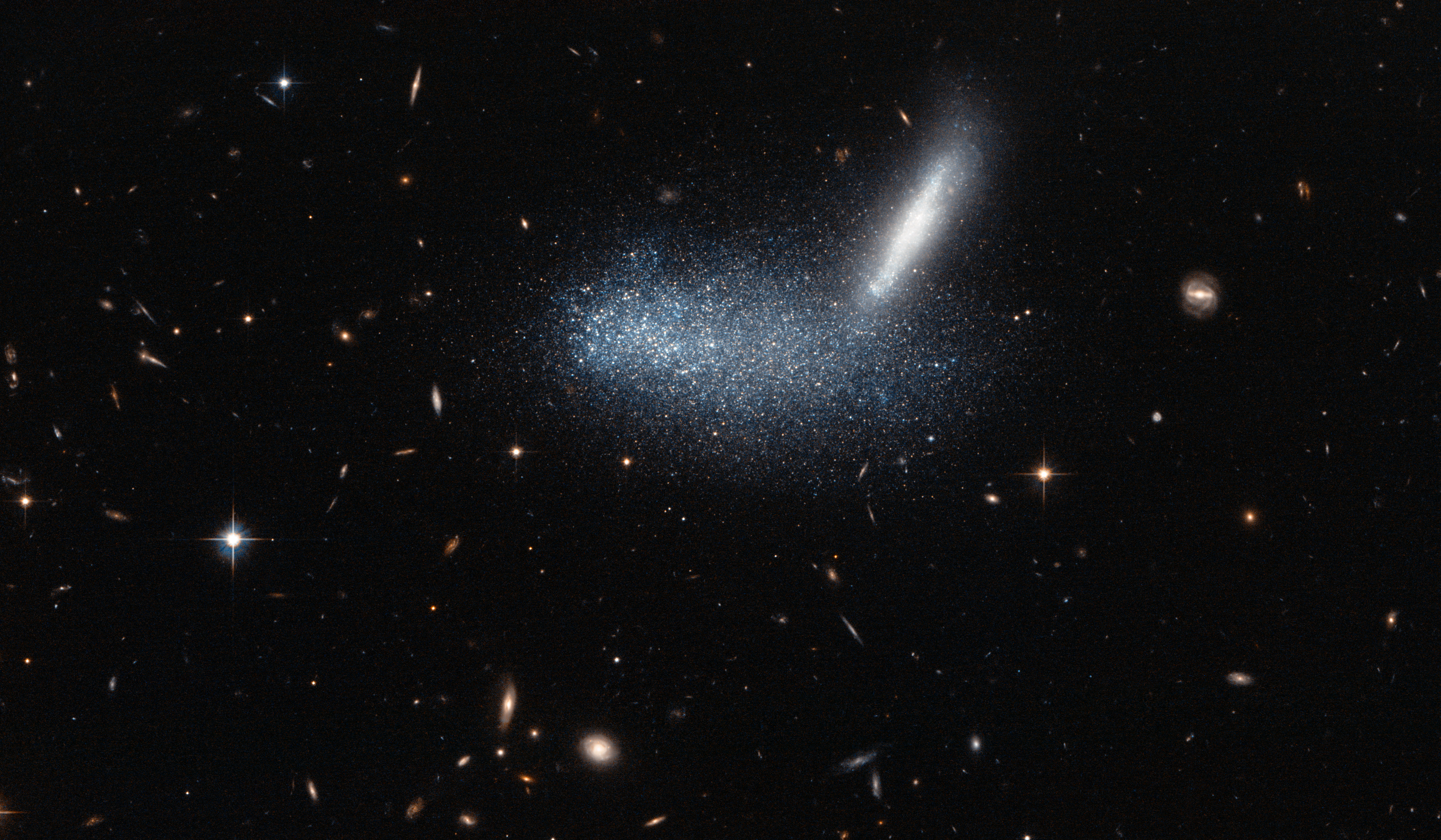

## نمونه ها
- ابر ماژلانی بزرگ
- NGC 3077